# Владимир Тица
Владимир Тица (Добој, 11. јун 1981) је бивши српски кошаркаш. Играо је на позицији центра.

## Биографија
Тица је каријеру почео у Црвеној звезди за коју је играо до 2003. када одлази у Хемофарм. Након две сезоне са Вршчанима одлази у иностранство где је променио доста клубова. Кратко се вратио у Звезду током 2007. а последњих година је играо у Румунији. Након две сезоне у Асесофту, сезону 2014/15. је био члан екипе Темишвара.
Као члан кадетске репрезентације СР Југославије освојио је златну медаљу на Европском првенству 1997. Са универзитетском селекцијом освојио је златну медаљу на Универзијади 2001. и сребрну на Универзијади 1999.

## Успеси

### Клупски
- Монс-Ено:
  - Куп Белгије (1): 2006.
- Кошалин:
  - Куп Пољске (1): 2010.
- Асесофт Плоешти:
  - Првенство Румуније (2): 2011/12, 2012/13.

### Репрезентативни
- Европско првенство до 16 година:  1997.
- Универзијада:  2001,  1999.